# Lotus pyranthus
Lotus pyranthus là một loài thực vật có hoa trong họ Đậu. Loài này được P.Perez miêu tả khoa học đầu tiên.